# Samsung Galaxy A3 (2015)
El Samsung Galaxy A3 (2015)  es un teléfono inteligente de gama media-alta, que cuenta  con un chasis metálico. Esta equipado con el sistema operativo Android. Este teléfono inteligente fue fabricado por Samsung. Se lanzó en octubre de 2014.

## Especificaciones
- Cámara trasera: 8MP[2]
- Cámara frontal: 5MP
- SoC: Qualcomm Snapdragon 410 (Quad-core 1.2GHz, ARM Cortex-A53 32-bit)
- Procesador gráfico: Adreno 306[3]
- Memoria: 2 GB RAM (A300F), 1.5GB RAM (SM-A300FU)
- Almacenamiento: 16 GB
- Batería: 1900 mAh
- Tamaño: 4,5 pulgadas
- Resolución: 960 x 540 píxeles (HD) 245 ppi
- Sistema operativo: Android 4.4.4 KitKat (actualizable)
- Peso: 110,3 g
- Dimensiones: 130.1 x 65.5 x 6.9 mm
- Super AMOLED Display
- Gorilla Glass 4
- Relación Pantalla-cuerpo:	66.09 %[4]

### Modelos
El teléfono fue lanzado con los siguientes modelos:
| Modelo      | Red            | RAM    | SIM    | Información                                              |
| ----------- | -------------- | ------ | ------ | -------------------------------------------------------- |
| SM-A300H    | 3G+ HSPA+      | 1 GB   | Single | Conexión 3G+ HSPA+ (42 Mbit/s)                           |
| SM-A300H/DS | 3G+ HSPA+ Duos | 1 GB   | Dual   | Conexión 3G+ HSPA+ (42 Mbit/s)                           |
| SM-A300M/DS | 4G-LTE Duos    | 1 GB   | Dual   | Conexión 4G LTE (150 Mbit/s)                             |
| SM-A300F    | 4G-LTE         | 1,5 GB | Dual   | Conexión 4G LTE (150 Mbit/s)                             |
| SM-A300FU   | 4G-LTE         | 1,5 GB | Single | Conexión 4G LTE (150 Mbit/s) - Solo disponible en Europa |